# 썬더일레븐 극장판: 최강군단 오우거의 습격
썬더일레븐 극장판: 최강군단 오우거의 습격(일본어: 劇場版イナズマイレブン 最強軍団オーガ襲来 게키조반이나즈마이레븐사이쿄군단오가슈라이[*])은 일본에서 2010년 12월 23일 개봉한 애니메이션 영화이다. 썬더일레븐의 극장판화 작품이며, 3D 영화로도 제작되었다. 그러나 대한민국에서는 3D 영화 상영이 되지 않았다.

## 목소리 출연
- 다케우치 준코 (Junko Takeuchi) - 엔도 마모루 역
- 노지마 히로후미 (Hirofumi Nojima) - 고엔지 슈야 역
- 요시노 히로유키 Hiroyuki Yoshino 키도 유우토 역
- 미야노 마모루 Mamoru Miyano 후부키 시로 역
- 쿠기미야 리에 Rie Kugimiya 우츠노미야 토라마루 역
- 다케우치 준코 (Junko Takeuchi) - 엔도 카논 역
- 카미야 히로시 (Hiroshi Kamiya) - 바닷프 스리드 역
- 미즈시마 타카히로 (Takahiro Mizushima) - 키야마 히로토 역
- 시모노 히로 Hiro Shimono - 피디오 아르데나 / 한다 신이치 역
- 나카무라 유이치 Yuichi Nakamura - 겐다 코지로 / 카게노 진 역
- 미즈시마 타카히로 (Takahiro Mizushima) - 키야마 히로토 역
- 시노미야 고우 Go Shinomiya - 지몬 다이키 / 후유카이 스구루 역
- 카세 야스유키 Yasuyuki Kase - 소메오카 류고 역
- 후루시마 기요타카 Kiyotaka Furushima - 카쿠마 케이타 역
- 히노 미호 Miho Hino - 쿠리마츠 텟페이 역
- 나라 토오루 Toru Nara - 시시도 사키치 역
- 카지 유우키 Yuki Kaji - 이치노세 카즈야 역
- 미네 노부야 Nobuya Mine - 토비타카 세이야 역
- 죠 마사코 Masako Joe - 쇼린지 아유무 역
- 타노 메구미 Megumi Tano - 카베야마 헤이고로 역
- 니시가키 유카 Yuka Nishigaki - 카제마루 이치로타 역
- 코다이라 유우키 Yuki Kodaira - 마츠노 쿠스케 역
- 오리카사 후미코 Fumiko Orikasa - 키노 아키 역
- 카토 나나에 Nanae Kato - 메가네 카게루 역
- 사사키 히나코 Hinako Sasaki - 오토나시 하루나 역
- 콘노 쥰 Jun Konno - 도몬 아스카 역

## 기타
이나즈마 일레븐 3에다가 영화 예매권 특전 트레이딩 카드에 적힌 암호를 입력하면 다음과 같은 데이터를 얻을 수 있다.
캐릭터
- 미스토레네 카루스
- 에스카 바멜
- 바닷프 스리드

이 세명의 캐릭터중 2캐릭터를 랜덤하게 얻을수있다.
필살기
- 갓 캐논(God Canon)
- 데스 스피어(Death Spear)

이 두개의 기술중 1기술을 랜덤하게 얻을수있다.

## 대한민국 개봉 정보
- 제목 : 극장판 썬더일레븐: 최강군단 오우거의 습격
- 개봉 : 2011년 5월 5일
- 상영 형식 : 2D (필름) / 한국어 더빙
- 제공 : CJ E&M㈜ (투니버스 CJ E&M㈜ 명의)
- 수입 : 애니박스 엔터테인먼트
- 배급 - ㈜미디어데이
- 홍보/마케팅 : 모비
- 온라인 마케팅 : ㈜디지털오션

#### 목소리 출연
- 전숙경 - 강수호 한국어 더빙 역
- 이호산 - 염성화 / 음침한 / 손현민 / 황문태 한국어 더빙 역
- 김율 - 강캐논 한국어 더빙 역
- 신용우 - 버덥 슬리드 한국어 더빙 역
- 송준석 - 곽용호 한국어 더빙 역
- 김장 - 김기준 / 문각준 한국어 더빙 역
- 안현서 - 왕밤톨 / 팽호식 한국어 더빙 역
- 정재헌 - 홍당무 / 마지원 / 고수리 한국어 더빙 역
- 안영아 - 소림보 한국어 더빙 역
- 윤승희 - 장벽구 한국어 더빙 역
- 배정미 - 강바람 / 천여름 한국어 더빙 역
- 배주영 - 고하늘 / 유가을 한국어 더빙 역
- 하은진 - 안경민 / 음보미 한국어 더빙 역
- 임채헌 - 손제빈 / 구경목 / 눈보라 / 맹수현 한국어 더빙 역
- 전태열 - 서동해 / 피디오 아르데나 / 신귀도 한국어 더빙 역